# HD124437
HD124437 — хімічно пекулярна зоря спектрального класу A0, що має видиму зоряну величину в смузі V приблизно  8,9.
Вона  розташована на відстані близько 2313,2 світлових років від Сонця.

## Пекулярний хімічний склад
Зоряна атмосфера HD124437 має підвищений вміст 
Cr
.